# Cristiano Moraes de Oliveira
Cristiano Moraes de Oliveira, född 6 april 1983 i Manaus, är en brasiliansk fotbollsspelare som spelar i brasilianska Nacional (2013). Han har även spelat i FC Paços de Ferreira (2005-2010), PAOK FC (2010-2011) och Sporting Lissabon (2011).

## Fotnoter
1. ↑  Base de Datos del Futbol Argentino, BDFA spelar-ID: 48011.[källa från Wikidata]